# Bardu
Bardu este o comună din provincia Troms, Norvegia.